# 石田博英
石田博英（日语：石田 博英/いしだ ひろひで，1914年12月12日—1993年10月14日），是日本政治人物，众议院议员，曾担任岸信介、池田勇人、佐藤荣作、福田赳夫时期的勞動大臣，三木武夫时期的運輸大臣。